# Опір (фільм, 2020)
Опір (англ. Resistance) — драматичний біографічний фільм 2020 року режисера Джонатана Якубовича, натхнений життям французького артиста Марселя Марсо. Головну роль зіграв Джессі Айзенберг.
Він був випущений у Сполучених Штатах 27 березня 2020 року компанією IFC Films. Через пандемію COVID-19 лише кілька незалежних кінотеатрів і автомобільних кінотеатрів залишалися відкритими, тому «Опір» очолив касові збори у перші вихідні, заробивши 2490 доларів на одному екрані.

## Сюжет
Історія знаменитого французького актора-міма Марселя Марсо, який під час Другої світової війни приєднався до Руху Опору. Втративши в Освенцимі більшість родичів, Марсель намагається протистояти нацистам та бере участь у порятунку єврейських дітей.

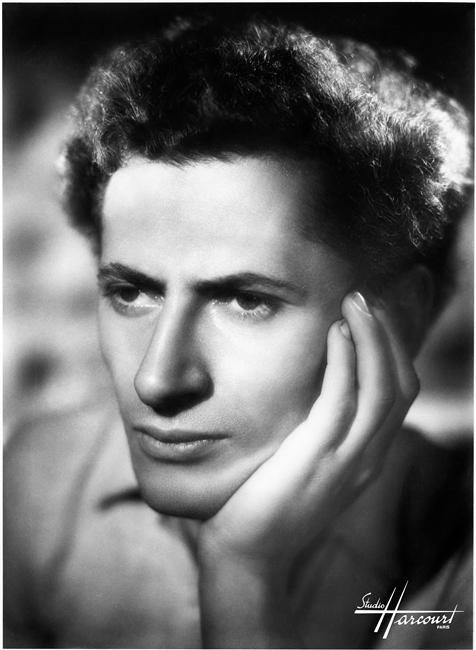
Марсель Марсо у 1946 р.

Початок Другої світової війни. Юнак єврейського походження на ім'я Марсель Мангель живе у французькому Страсбурзі. Він працює у м'ясній лавці свого батька, хоча його покликання лежить у галузі творчості: Марсель цікавиться пантомімою та малюванням і мріє виступати на сцені. Поки війська Гітлера все сильніше окупують Європу, Марсель далекий від політики, тоді як його двоюрідний брат Жорж вступає до лав Опору. Життя Марселя назавжди змінюється, коли дівчина Емма, в яку він закоханий, надихає його допомогти дітям, чиїх батьків вбили нацисти.
Артист-початківець несподівано знаходить застосування своєму таланту: пантоміма стає справжньою віддушиною для сиріт, травмованих жахами війни. Незабаром Марсель сам приєднується до Опору, щоб боротися з жорстокими загарбниками та рятувати безневинні життя.

## У ролях
| Актор               | Роль                                                       |
| ------------------- | ---------------------------------------------------------- |
| Джессі Айзенберг    | Марсель Марсо                                              |
| Клеманс Поезі       | Емма                                                       |
| Фелікс Моаті        | Ален Мангель (брат Марсо)                                  |
| Віка Керекеш        | Міла                                                       |
| Матіас Швайгофер    | Клаус Барбі (агент Гестапо)                                |
| Геза Реріг          | Жорж Лунгер (двоюрідний брат Марсо)                        |
| Ед Гарріс           | Джордж Паттон (генерал армії США та командувач 7-ю армією) |
| Белла Рамзі         | Елсбет                                                     |
| Марта Ісова         | Флора                                                      |
| Карл Маркович       | Шарль Мангель                                              |
| Алісія фон Ріттберг | Регіна                                                     |
| Едгар Рамірес       | Зігмунд (батько Ельсбет)                                   |
| Клара Ісова         | Джудіт (мати Ельсбет)                                      |